# Phanerodiscus perrieri
Phanerodiscus perrieri är en tvåhjärtbladig växtart som beskrevs av Alberto Judice Leote Cavaco. Phanerodiscus perrieri ingår i släktet Phanerodiscus och familjen Aptandraceae. Inga underarter finns listade i Catalogue of Life.